# Répássy János
Répássy János (Hernádnémeti, 1844. február 2. – Budapest, 1926. január 19.) pedagógus, római katolikus hitszónok, teológus, költő.

## Életútja
Előbb a minoriták miskolci algimnáziumának növendéke volt, majd az egri szemináriumban tanult teológiát. Pappá szentelését követően Poroszlóra nevezték ki káplánnak. Csakhamar Budapestre költözött és tizennégy hónapon keresztül a Magyar Állam című katolikus lap belső munkatársa volt. Ezt követően Jászapátiban volt káplán, majd Egerben lett főszékesegyházi hitszónok, egyúttal az Egri Érseki Tanítóképző tanára. Saját kérésére 1886 októberében Alsóábrányba helyezték, ahol 1906-os nyugdíjazásáig lelkészi szolgálatot teljesített.

## Munkássága
Gyakorlati pedagógusi munkája mellett több nyelvtani, retorikai és egyháztörténeti tankönyvet írt, foglalkozott az oktatás elméletével. 1875-től 1877-ig szerkesztette az egri Népiskola című lapot, 1877 után pedig hét éven keresztül a Népiskolai Tanügy címen kiadott folyóirat főmunkatársa volt. Tanári pályájának irodalomtörténeti szempontú érdekessége, hogy az egri tanítóképzőben magyar nyelvből megbuktatta a később elismert íróvá lett Gárdonyi Gézát.
Az irodalom iránti vonzódása egri szemináriumi éveiben alakult ki, ahol tagja volt az Egri Növendékpapság Magyar Egyházirodalmi Társulatának. Lírai költeményeivel, egyházi énekeivel, kedélyes hangvételű prózai történeteivel azonban nem ért el sikereket, annál jelentősebb volt hitszónoki tevékenysége. Az 1870-es években a Magyar Állam mellett több katolikus lap – a Religio, a Katolikus Néplap, a Magyar Sion, az Egri Egyházmegyei Közlemények – számára írt egyházi, teológiai tárgyú cikkeket. Több hitszónoklatot, fundamentális teológiai művet ültetett magyarra, így például Louis Racine költői hitvédiratát (La Grâce, magyarul Az egély, 1870), Albert Stöckl vallásfilozófiai munkáit (Lehrbuch der religionsphilosophie, magyarul A vallás bölcselete, 1882; Das Christenthum und die großen Fragen der Ggw. auf dem Gebiete des geistigen, sittlichen und sozialen Lebens, magyarul Korunk nagy kérdései és a kereszténység szellemi, erkölcsi és társadalmi téren, 1883), Joseph Deharbe katekizmusát (A róm. kath. káté alapos és könnyen felfogható értelmezése válogatott történeti példákkal: Segédkönyv az iskolai és templomi hitelemzéshez, 1886).
1916-ban a Szent István Akadémia rendes tagjává választották.

## Főbb művei
- Örömhangok Bartakovics Béla egri érsek aranymiséjére. Budapest. 1866
- A népiskolai hitoktatás módszertana: Kath. képezdék, növendékpapok, és hitelemző lelkészek használatára. Eger. 1873
- Katholikus egyháztörténelem a Szentlélek eljövetelétől korunkig: Középtanodák használatára. Eger. 1873
- Kis magyar nyelvtan. Eger. 1873
- Irály-, költészet- és szavalástan a képezdei ifjúság számára. Eger. 1873
- Egyházi beszédek a róm. kath. egyházi év ünnepeire és vasárnapjaira I–II. Eger. 1877
- Szellemi körutazás a nyári szünidő alkalmából: Itthon maradt lelkészek és tanügybarátok számára . Eger. 1882
- A szónoklattan alapvonalai. Eger. 1882
- A bűnbánat szentsége. Eger. 1883
- A bölcselet tankönyve Aquinói Sz.-Tamás nyomán I–III. Eger. 1884–1885
- Egyházi beszédek I–III. Eger. 1886–1887

Szépirodalmi munkái
- Répássy János költeményei. Eger. 1872
- A jegyes öröme: Allegoriai költemény. Eger. 1872
- Karácsonyi pásztorjáték: Karácsonyi és újévi olvasmányok jó iskolás gyermekek számára. Eger. 1877
- Csevegő habok: Vigan folyó locsogás modern furcsaságok fölött I–II. Budapest. 1879–1880 (Ribizke álnéven)
- Újabb költemények. Eger. 1896
- Hárfaharangok: Uj és eredeti egyházi énekek róm. kath. templomi és temetési használatra. Eger. 1899.

## Emlékezete
Emléktáblát helyeztek el a tiszteletére az alsóábrányi plébánia falán.

## További irodalom
- Hajdú Imre: Gárdonyi irodalmi professora. In: Matyóföld 1988